# Pascal Poisson
Pascal Poisson (nascido em 29 de junho de 1958) é um ex-ciclista francês que competiu na perseguição por equipes de 4 km nos Jogos Olímpicos de Verão de 1980, terminando na quinta posição. Durante sua carreira profissional, Poisson conseguiu vinte vitórias, destacando uma etapa na Volta a Espanha 1983 e uma no Tour de France 1984.